# Грейкліфф (Монтана)
Грейкліфф (англ. Greycliff) — переписна місцевість (CDP) в США, в окрузі Світ-Грасс штату Монтана. Населення — 89 осіб (2020).

## Географія
Грейкліфф розташований за координатами 45°45′31″ пн. ш. 109°46′47″ зх. д. / 45.75861° пн. ш. 109.77972° зх. д. (45.758606, -109.779744). За даними Бюро перепису населення США в 2010 році переписна місцевість мала площу 1,31 км², уся площа — суходіл.

### Клімат
| Клімат : Грейкліфф    | Клімат : Грейкліфф | Клімат : Грейкліфф | Клімат : Грейкліфф | Клімат : Грейкліфф | Клімат : Грейкліфф | Клімат : Грейкліфф | Клімат : Грейкліфф | Клімат : Грейкліфф | Клімат : Грейкліфф | Клімат : Грейкліфф | Клімат : Грейкліфф | Клімат : Грейкліфф | Клімат : Грейкліфф |
| Показник              | Січ.               | Лют.               | Бер.               | Квіт.              | Трав.              | Черв.              | Лип.               | Серп.              | Вер.               | Жовт.              | Лист.              | Груд.              | Рік                |
| Середній максимум, °C | 2,8                | 5,0                | 8,9                | 15,0               | 20,0               | 25,0               | 30,6               | 29,4               | 23,3               | 16,7               | 8,3                | 3,9                | 15,6               |
| Середній мінімум, °C  | −8,9               | −7,2               | −5                 | 0,0                | 4,4                | 8,3                | 11,7               | 10,6               | 5,6                | 1,7                | −3,3               | −7,2               | 1,1                |
| Норма опадів, мм      | 15                 | 20                 | 33                 | 36                 | 28                 | 33                 | 64                 | 69                 | 41                 | 25                 | 13                 | 15                 | 389                |
| --------------------- | ------------------ | ------------------ | ------------------ | ------------------ | ------------------ | ------------------ | ------------------ | ------------------ | ------------------ | ------------------ | ------------------ | ------------------ | ------------------ |
| Джерело: Weatherbase  |                    |                    |                    |                    |                    |                    |                    |                    |                    |                    |                    |                    |                    |

## Демографія
Згідно з переписом 2010 року, у переписній місцевості мешкало 112 осіб у 43 домогосподарствах у складі 33 родин. Густота населення становила 85 осіб/км². Було 46 помешкань (35/км²).
Расовий склад населення:
| - 94,6 % — білих - 0,9 % — корінних американців - 0,9 % — чорних або афроамериканців |

До двох чи більше рас належало 3,6 %. Частка іспаномовних становила 0,9 % від усіх жителів.
За віковим діапазоном населення розподілялося таким чином: 28,6 % — особи молодші 18 років, 64,3 % — особи у віці 18—64 років, 7,1 % — особи у віці 65 років та старші. Медіана віку мешканця становила 36,7 року. На 100 осіб жіночої статі у переписній місцевості припадало 107,4 чоловіків; на 100 жінок у віці від 18 років та старших — 105,1 чоловіків також старших 18 років.
Середній дохід на одне домашнє господарство становив 60 678 доларів США (медіана — 55 417), а середній дохід на одну сім'ю — 69 595 доларів (медіана — 62 500). За межею бідності перебувало 10,3 % осіб, у тому числі 14,3 % дітей у віці до 18 років та 7,1 % осіб у віці 65 років та старших.
Цивільне працевлаштоване населення становило 30 осіб. Основні галузі зайнятості: транспорт — 26,7 %, роздрібна торгівля — 16,7 %, публічна адміністрація — 16,7 %.